# ATP St. Pölten 2004
L'ATP St. Pölten 2004, noto come International Raiffeisen Grand Prix St. Polten per motivi di sponsorizzazione, è stato un torneo professionistico maschile di tennis giocato sulla terra rossa. È stata la 24ª edizione del torneo, la quindicesima inserita nell'ATP Tour, faceva parte della categoria International Series e si è svolta nell'ambito dell'ATP Tour 2004. Si è giocato dal 17 al 23 maggio 2004 allo Sportzentrum Niederösterreich di Sankt Pölten, in Austria.
È stata la undicesima edizione di questo torneo giocata a Sankt Pölten, le prime nove edizioni si erano svolte a Bari, le tre iniziali facevano parte delle Challenger Series e le sei successive erano state poste sotto l'egida del Grand Prix. Prima di approdare a Sankt Pölten, il torneo era quindi stato trasferito per quattro edizioni a Genova, dove per la prima volta è stato inserito nell'ATP Tour.

## Campioni

### Singolare
Filippo Volandri ha battuto in finale  Xavier Malisse con il punteggio di 6–1, 6–4

### Doppio
Mariano Hood /  Petr Pála hanno battuto in finale  Tomáš Cibulec /  Leoš Friedl con il punteggio di 3–6, 7–5, 6–4